# یائیر نوسوفسکی
یائیر نوسوفسکی (عبری: יאיר נוסובסקי‎؛ زادهٔ ۲۹ ژوئن ۱۹۳۷) بازیکن فوتبال اهل اسرائیل بود.
از باشگاه‌هایی که در آن بازی کرده‌است می‌توان به باشگاه فوتبال هاپوئل کفار سابا اشاره کرد.
وی همچنین در تیم ملی فوتبال اسرائیل بازی کرده‌است.